# أكسفورد الشرقية (دائرة انتخابية في المملكة المتحدة)
اكسفورد الشرقية (بالإنجليزية: Oxford East)‏ هي إحدى الدوائر الانتخابية في المملكة المتحدة الممثلة في مجلس العموم في برلمان المملكة المتحدة.

## الأنتخابات
عضو البرلمان الذي يمثلها حالياً هو :Rt Hon Andrew Smith (Lab).